# فرمانروا (دکتر هو)
فرمانروا یک ارباب زمان ظالم است که آرزوی تسلط بر کل جهان را دارد و او دشمن و در عین حال دوست دکتر است. او را می‌توان همانند پروفسور موریاتی در شرلوک هولمز تصور کرد. این شخصیت برای اولین با در سال ۱۹۷۱ به سریال آمد. فرمانروا نیز همانند دکتر می‌تواند تجدید حیات کند. اولین کسی که این نقش را به عهده گرفت روگر دلگادو کسی که این نقش را سال ۱۹۷۳ زمان مرگش بازی کرد. بعد از این نقش فرمانروا توسط پیتر پرت، جفری بیورز و آنتونی آنلی بازی شد.
در سری جدید در ابتدای یک قسمت درک جاکوب و بعد از آن جان سیم و پس از او میشل گومز این نقش را بازی کردند.